# گاز فرمی
یک گاز فرمی  (به انگلیسی: Fermi gas) مجموعه‌ای از تعداد زیادی فرمیون است. فرمیون‌ها که نامشان از روی نام انریکو فرمی گرفته‌شده‌است، ذراتی هستند که از آمار فرمی-دیراک پیروی می‌کنند. این آمار، توزیع انرژی فرمیون‌ها در یک گاز فرمی درتعادل گرمایی را تعیین می‌کنند و مشخصه آنها، چگالی تعداد، دماو مجموعه حالت‌های انرژی در دسترس است.
بنابر اصل طرد پاولی، هیچ حالت کوانتومی نمی‌تواند همزمان توسط بیش از یک فرمیون با اعداد کوانتومی یکسان اشغال شود. به همین دلیل، یک گاز فرمی بدون برهم‌کنش، برخلاف گاز بوز نمی‌تواند تا چگالش بوز-اینشتین، چگالیده شود، اما برای گاز فرمی در حال برهم‌کنش این امکان وجود دارد. انرژی کل گاز فرمی در دمایصفر مطلق بزرگتر از مجموع حالت‌های پایه تک‌ذره‌هاست زیرا اصل پاولی نوعی برهم‌کنش یا فشاررا ایجاب می‌کند که فرمیون‌ها را جدا و در حرکت نگه‌دارد. به همین دلیل فشار یک گاز فرمی، برخلاف یک گاز ایده‌آل کلاسیک، حتی در دمای صفر مطلق نیز صفر نیست. این فشار که فشار تبهگنی نامیده می‌شود، باعث پایداری یک ستاره نوترونی (یک گاز فرمی تشکیل‌شده از نوترون) یا یک ستاره کوتوله سفید (گاز فرمی متشکل از الکترون) در برابر نیروی رو به درون گرانش می‌شود که سبب فروریختن یک ستاره و تبدیل آن به یک سیاه‌چاله می‌شود. تنها وقتی که یک ستاره به اندازه کافی پرجرم باشد که بر فشار تبهگنی غلبه کند، ممکن است که به یک تکینگیرمبش کند.
می‌توان یک دمای فرمی تعریف نمود که در دماهای پایین‌تر از آن می‌توان ماده را تباهیده در نظر گرفت (فشار آن تقریباً منحصراً از اصل پاولی نتیجه می‌شود). این دما به جرم فرمیون‌ها و چگالی حالت‌های انرژی بستگی دارد. برای فلزات، دمای فرمی گاز الکترون عموماً چندین هزار درجه کلوین است بنابراین در کاربردهای انسانی می‌توان آنها را تباهیده در نظرگرفت. انرژی بیشینه فرمیون‌ها در درمای صفر مطلق، انرژی فرمی نامیده می‌شود. رویه انرژی فرمی در فضای تکانه‌ای، رویه فرمی نامیده می‌شود.

## گاز فرمی ایده‌آل
یک گاز فرمی ایده‌آل، مدلی فیزیکی است که فرض می‌کند گاز از فرمیون‌های بدون برهم‌کنش تشکیل می‌شود. در واقع نسخه مکانیک کوانتومی گاز ایده‌آل برای ذرات فرمیونی است. رفتار الکترون‌ها در یککوتوله سفید یا نوترون‌ها در یکستاره نوترونی را می‌توان با فرض نمودن آنها به عنوان گاز فرمی ایده‌آل تقریب زد. روش مشابهی را می‌توان برای سامانه‌های تناوبی مانند الکترون‌های در حال حرکت در شبکه کریستالی فلزات و نیم‌رساناها و با استفاده از شبه-تکانه یا تکانه کریستالی درپیش‌گرفت (موج بلاخ). از آنجا که طبق تعریف، برهم‌کنش‌ها نادیده گرفته می‌شوند، مسئله بررسی ویژگیهای تعادلی و دینامیک یک گاز فرمی ایده‌آل به مطالعه رفتار ذرات تکی مستقل، کاهش می‌یابد.
با این فرض که تمرکز فرمیون‌ها با دما تغییر نمی‌کند، انرژی پتانسیل شیمیایی کل µ (تراز فرمی) گاز فرمی ایده‌آل سه‌بعدی، از طریقبسط سامرفلد باانرژی فرمی EF در دمای صفر مرتبط می‌شود (با فرض {\displaystyle kT\ll E_{F}}):
{\displaystyle \mu =E_{0}+E_{F}\left[1-{\frac {\pi ^{2}}{12}}\left({\frac {kT}{E_{F}}}\right)^{2}-{\frac {\pi ^{4}}{80}}\left({\frac {kT}{E_{F}}}\right)^{4}+\cdots \right]}
که E0 انرژی پتانسیل به ازای هر ذره است، k ثابت بولتسمان و T دما است.
بنابراین انرژی شیمیایی داخلی µ-E0 تقریباً برابر با انرژی فرمی در دماهایی است که بسیار پایین‌تر از دمای فرمی EF/k باشند. دمای مشخصه برای یک فلز در مرتبه ۱۰۵ کلوین است، از این رو در دمای اتاق (۳۰۰ کلوین)، انرژی فرمی و پتانسیل شیمیایی داخلی معادل هم هستند.